# Henry Akinwande
Henry Akinwande (ur. 12 października 1965 w Lagos) – brytyjski bokser nigeryjskiego pochodzenia, były mistrz świata organizacji WBO w kategorii ciężkiej.

## Kariera amatorska
Jest dwukrotnym amatorskim mistrzem Wielkiej Brytanii w kategorii ciężkiej (z 1988 i 1989). W 1988 reprezentował Wielką Brytanię na Igrzyskach w Seulu, jednak odpadł już w pierwszej rundzie, po walce z późniejszym brązowym medalistą, Holendrem Arnoldem Vanderlyde.

## Kariera zawodowa
Jako zawodowiec zadebiutował w 1989. Wygrał pierwsze osiemnaście walk. W grudniu 1992 zremisował z Axelem Schulzem w walce o zawodowe mistrzostwo Europy w kategorii ciężkiej. W maju następnego roku, w walce rewanżowej, pokonał Niemca na punkty i zdobył tytuł, a następnie dwukrotnie go obronił.
W 1995 pokonał na punkty byłego mistrza świata organizacji IBF, Tony Tuckera, a w następnej walce znokautował w trzeciej rundzie Jeremy Williamsa. Stawką tego pojedynku było wakujące mistrzostwo świata organizacji WBO.
Akinwande obronił ten tytuł dwukrotnie – w pojedynkach z Aleksandrem Zołkinem (techniczny nokaut w dziesiątej rundzie) i Scottem Welchem (zwycięstwo na punkty).
W 1997 zrezygnował z pasa mistrzowskiego WBO aby móc się zmierzyć z Lennoxem Lewisem w walce o tytuł mistrza świata organizacji WBC. Walka ta była dla niego nieudana – Akinwande został zdyskwalifikowany w piątej rundzie za klinczowanie i unikanie walki.
W 1998 miał walczyć z Evanderem Holyfieldem o pas mistrzowski organizacji WBA, ale zachorował na wirusowe zapalenie wątroby i musiał zrezygnować z pojedynku. Powrócił na ring w 1999 i wygrał kilka walk z mniej znanymi pięściarzami. W listopadzie 2001 doznał drugiej porażki w karierze – został znokautowany przez Olivera McCalla w dziesiątej, ostatniej rundzie. Do momentu przerwania walki Akinwande wygrywał na punkty.
W następnych latach wygrał kolejnych kilka walk, między innymi z Timo Hoffmannem i Edem Mahone. 4 listopada 2006 przegrał na punkty po niejednogłośnej decyzji z Ukraińcem Olegiem Płatowem. W czerwcu następnego roku pokonał na punkty innego Ukraińca, Andrieja Olejnika. W ostatniej swojej walce przegrał na punkty z Czechem Ondrejem Palą.